# Legehenne
Eine Legehenne ist ein weibliches Haushuhn, das eine besonders hohe Anzahl an Eiern legt. Legehühner sind fleißige Futtersucher und gute Futterverwerter.
Ursprünglich wurde jede Henne, die Eier für den Verzehr legte, „Legehenne“ genannt, um sie von der „Bruthenne“ oder Glucke, einer Henne, die Eier brütet oder Küken führt, zu unterscheiden. In der Hühnerzucht werden drei Gruppen der Nutzhühner unterschieden: Legehühner (für die Eierproduktion), Masthühner (für die Fleischproduktion) und Zweinutzungshühner (für sowohl Eier- als auch Fleischproduktion).

## Legehühner
Zur Züchtung spezialisierter Hühner wird heute vor allem die Methode der Hybridzucht eingesetzt. Hybridhühner, die speziell zur Eierproduktion gezüchtet und gehalten werden, nennt man Legehybride.
Rassen, die bis zum Ende des Zweiten Weltkrieges von wirtschaftlicher Bedeutung waren und deren genetisches Material Eingang in die Zucht der Legehybride erhalten haben, sind weiße Leghorn, rebhuhnfarbige Italiener und Rhodeländer.

## Weiß- und Braunleger
Heute werden in der wirtschaftlich orientierten Eierproduktion fast ausschließlich weiße und braune Eier legende Hybriden, sogenannte Weiß- oder Braunleger, eingesetzt.
Weißleger produzieren weiße Eier, die verglichen mit den braunen Eiern der Braunleger von eher besserer Eiqualität sind. Es gibt weniger Probleme mit Fischgeruch in den Eiern, bedeutend weniger Blut- und Fleischflecken und die Eiklarhöhe vor allem im letzten Legeabschnitt ist besser. Die Hühner sind leichter als Braunleger und zeichnen sich ihnen gegenüber durch einen geringeren Futterverbrauch aus. Sie sind für eine längere Legedauer geeignet und besitzen einen ausgeprägteren Nesttrieb. Unter Weißlegern gibt es unter gleichen Haltungsbedingungen weniger Einbußen durch Kannibalismus.
Braunschalige Eier sind, besonders als Freilandeier, beim Konsumenten begehrter. Die Eier der Braunleger sind in der Regel schwerer und sie legen weniger ungewollte Kleineier. Die Hennen sind aufgrund ihres Verhaltens und der ursprünglichen Gefiederfärbung allgemein gut für die Auslaufhaltung geeignet. Es sind ruhige, zutrauliche und weniger schreckhafte Tiere, die weniger hoch fliegen.
Darüber hinaus werden für die Nischenproduktion „Grün-“ und „Rotleger“ vermarktet. Grünleger stammen aus Verpaarungen mit Araucana-Hähnen, Rotleger in der Regel aus Kreuzungszuchten mit Marans.

## Haltung
Im Jahr 1950 legte ein Huhn 120 Eier pro Jahr, 2015 waren es etwa 300.
In Deutschland gab es in Betrieben mit mindestens 3.000 Hennenhaltungsplätzen am 1. Dezember 2011 gut 34,0 Millionen Legehennen, eine Steigerung von 13,8 Prozent gegenüber Dezember 2010. Die dominierende Haltungsform in deutschen Legehennenbetrieben ist die Bodenhaltung. Von den in Deutschland verfügbaren Hennenhaltungsplätzen waren 25,7 Millionen Plätze (64,2 %) in Bodenhaltung, 5,8 Millionen Plätze (14,4 %) in Freilandhaltung und 5,6 Millionen Plätze (14,0 %) in Kleingruppenhaltung und ausgestalteten Käfigen. Weitere 3,0 Millionen Plätze (7,4 %) gab es in ökologischer Erzeugung. 2018 wurden in der Schweiz 18 Prozent der Legehennen in Bio-Betrieben gehalten.
Legehennen wurden bis zum Verbot in Deutschland (1. Januar 2009) überwiegend in sogenannten Legebatterien (Käfighaltung) gehalten. Regeln zur Haltung von Legehennen finden sich in der Tierschutz-Nutztierhaltungsverordnung.

### Induzierte Mauser bei der Eierproduktion
In den meisten modernen Produktionskontexten für Eier werden Haushühner in Produktionszyklen gehalten und regelmäßig durch eine neue Population ersetzt, wenn wirtschaftliche Gründe dafür sprechen. Um den Produktionszyklus einer Population über eine Legeperiode hinaus zu verlängern, induziert man eine Mauser, da Hühner während dieses Prozesses ihre reproduktiven Organe erneuern. Als Mauser bezeichnet man das regelmäßige Abwerfen und Neuwachstum von Vogelfedern.
Mit einer induzierten Mauser können Hühner eine oder zwei weitere Perioden in der industriellen Eierproduktion genutzt werden bei Legemengen, die oft nur leicht unter den Maximalwerten der ersten Saison liegen.
Für die USA schätzte man 2003, dass bei 70 % der Hühnerpopulationen eine Mauser durch Nahrungsentzug induziert wird.
In Großbritannien ist die Induktion der Mauser durch Nahrungs- oder Wasserentzug verboten.

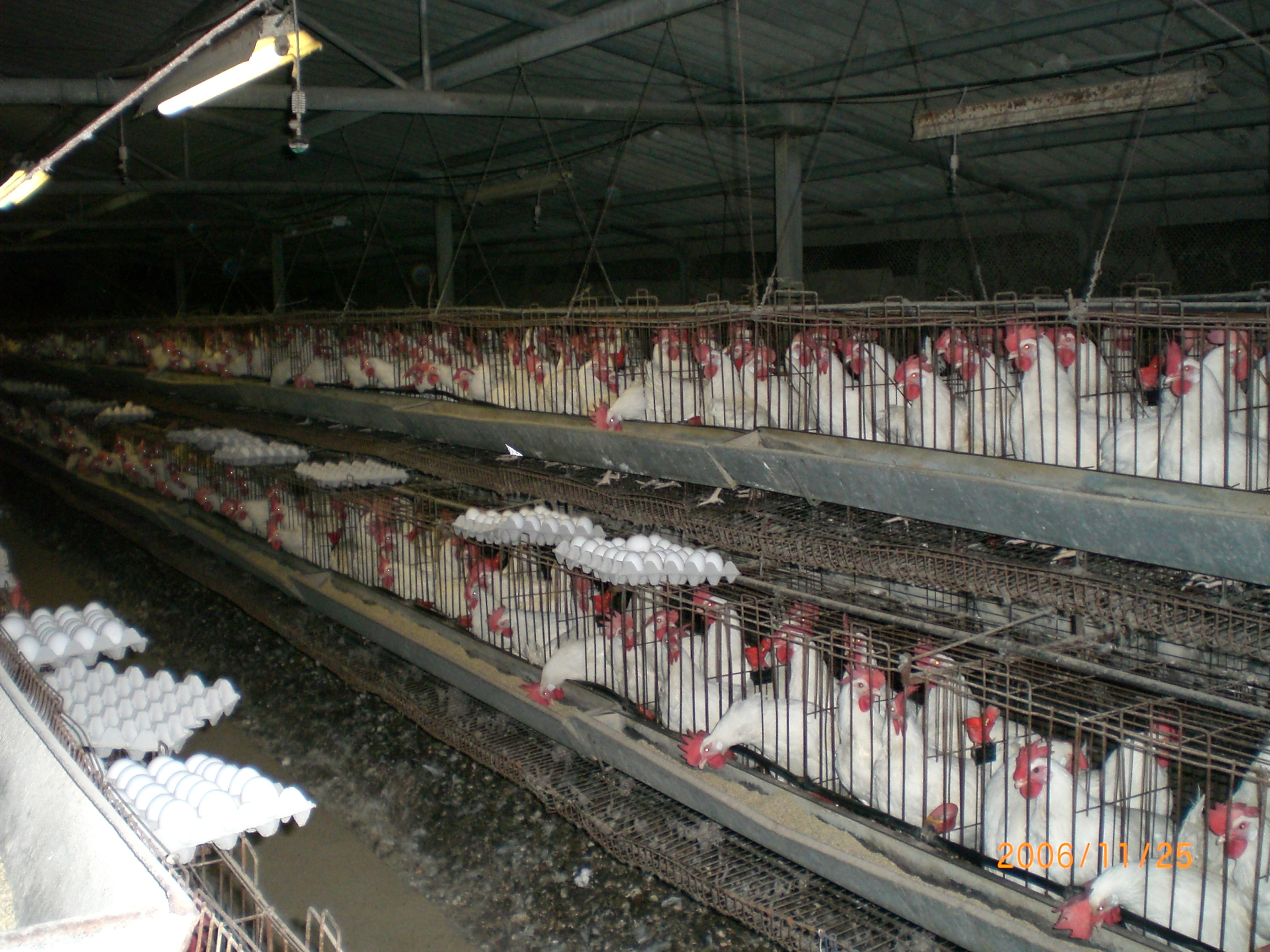
Industrielle Hühnerhaltung: Legebatterie

Etwa ab den 1950er Jahren wurden die Beleuchtung, die Temperatur und weitere Umgebungsparameter, und damit der Zeitpunkt der Mauser, in größeren Hühnerställen kontrolliert.
Historisch wurde die Mauser der Hühner durch den Wintereinbruch und die damit verbundenen verkürzten Tageslichtperioden und anderen Umweltstress induziert.
Das führte zu steigenden Marktpreisen, da in dieser Zeit Eier knapp werden.
Daher hatten Hühnerhalter ein Interesse, die Mauser ihrer Hühner so lange wie möglich hinauszuzögern, um von den hohen Preisen zu profitieren.
In modernen Produktionskontexten fehlt der Stresseinfluss, der Hühner zur Mauser veranlassen würde, was nach etwa einer Legesaison zu einem Rückgang der Legemenge und zu einer schlechteren Verwertbarkeit der Eier führt.
Um eine Mauser zu induzieren, lässt man die Population für 7–14 Tage hungern – in Experimenten auch bis zu 28 Tage.
Während dieser Periode verlieren die Hühner etwa 30 % ihres Körpergewichts und ihre Federn.
Die Sterberate beim Mausern lässt sich laut Lehrliteratur im optimalen Fall bei 1,25 % in dem ein- bis zweiwöchigen Zeitraum halten (Die durchschnittliche Sterberate liegt in kommerziellen Legebetrieben bei 0,5–1 % pro Monat während eines Produktionszyklus).
Neben dem vollständigen Nahrungsentzug gibt es auch die Möglichkeit, nur bestimmtes Futter zu geben, um durch einen Mangel an bestimmten Nährstoffen die Mauser zu induzieren.
Als die erste Beschreibung einer induzierten Mauser gilt das Verfahren in Morley A. Jull: Poultry Husbandry (1938 McGraw-Hill).

### Gips- und Tonei
Mit einem täuschend echt aussehenden Ei aus Gips oder Ton werden Hennen angeregt, ihr Ei in ein angebotenes Nest dazu zu legen und nicht anderswo zu verstecken, wo es vom Halter schlecht erreicht oder kaum gefunden wird.
Gluckt eine Henne, bleibt sie also zum Brüten sitzen, kann während 3–4 Tagen mit mehreren solcher Kunsteier getestet werden, ob sie eher zuverlässig beim Brüten bleibt, bevor ihr zum 21-tägigen Ausbrüten befruchtete Eier untergeschoben werden. In Hilgert konzentrierte sich bis um 1990 die kleingewerbliche Produktion von Toneiern und anderem aus Pfeifenton.

## Lebenserwartung
Die weiblichen Küken werden in der kommerziellen Eierproduktion über einen Zeitraum von ca. 18 Wochen aufgezogen, anschließend werden sie eingestallt, um ihrer Funktion als Legehuhn nachzukommen. Diese dauert ca. 15 Monate an, bis die Legeleistung nachlässt und sie geschlachtet und als Suppenhühner verkauft werden. Die männlichen Küken werden am ersten Lebenstag getötet. Aufgezogen werden sie höchstens bei Hybridhühnerarten, zunehmend aufgrund wachsender Kundennachfrage aus Gründen des Tierschutzes.
Legehennen bei privaten Hobbyhaltern, die ähnlich wie Haustiere gehalten werden, erreichen ein Alter von etwa acht Jahren, die Legeleistung lässt nach etwa vier Jahren deutlich nach.